# Bella Donna (film fra 1923)
Bella Donna er en amerikansk stumfilm fra 1923 af George Fitzmaurice.

## Medvirkende
- Pola Negri som Bella Donna
- Conway Tearle som Mahmoud Baroudi
- Conrad Nagel som Nigel Armine
- Adolphe Menjou som Mr. Chepstow
- Claude King som Meyer Isaacson
- Lois Wilson som Patricia
- Antonio Corsi som Fortune Teller